# Chéniers
Chéniers [ʃenje] ist eine Gemeinde im Zentralmassiv in Frankreich. Sie gehört zur Region Nouvelle-Aquitaine, zum Département Creuse, zum Arrondissement Guéret und zum Kanton Bonnat. Die Gemeinde grenzt an Lourdoueix-Saint-Pierre, Linard-Malval mit Linard, Bonnat, Le Bourg-d’Hem, La Celle-Dunoise und Chambon-Sainte-Croix. Die Bewohner nennen sich Chénierois oder Chénieroises.

## Bevölkerungsentwicklung
| Jahr      | 1962 | 1968 | 1975 | 1982 | 1990 | 1999 | 2008 | 2016 |
| --------- | ---- | ---- | ---- | ---- | ---- | ---- | ---- | ---- |
| Einwohner | 948  | 837  | 706  | 684  | 631  | 583  | 567  | 578  |